# Tomás Márquez
Tomás Márquez (San Fernando, Buenos Aires, Argentina;18 de septiembre de 1854 - Escobar, Buenos Aires Argentina; 13 de noviembre de 1922) fue un empresario y político argentino, primer intendente del partido del Pilar elegido en elecciones libres y obligatorias.
Fue concejal, Presidente del Consejo de Educación y Presidente de la Municipalidad de Pilar, que incluía a Escobar en ese entonces. En su carrera política, también fue Diputado Provincial por el Distrito de Pilar y senador Provincial.

## Biografía

### Familia
Nació en San Fernando, Buenos Aires, el 18 de septiembre de 1854, su padre fue José Andrés Márquez y García Guevara y su madre Antonina Peralta. Se casó con María del Corazón de Jesús Máxima Pinazo y Maradona en 1877 en la parroquia Nuestra Señora del Pilar. Juntos tuvieron seis hijas: Elisa, Carlota, Lidia Julia, Carolina Juana, Máxima y Sara Justa. Falleció en Loma Verde, Belén de Escobar, Buenos Aires, Argentina en el día 13 de noviembre del año 1922. Sus restos se encuentran en el cementerio de la ciudad de Pilar, Buenos Aires, Argentina.

### Carrera Política
En 1885 fue concejal, luego Presidente del Consejo Escolar y del Concejo Deliberante, fue municipal titular cuando se creó en Loma Verde (1884), mientras el jefe comunal de Pilar era Antonio Toro  y las principales autoridades eran: Juez de Paz Martiniano Domínguez, Jefe Guardia Nacional Lino Carrión. En 1889 fue convencional de la reforma de la Constitución de Buenos Aires.Participó en la Revolución del Parque del 26 de julio de 1890. Fue Diputado Provincial por el Distrito de Pilar durante el período 1891/93, siendo reelegido en 1895/97. En 1900 fue elegido senador provincial, cargo que ocupó hasta 1912.
En 1897 Tomás Márquez, conservador y amigo de Dardo Rocha fundador de la Ciudad de La Plata, lo acompañó en la construcción de la ciudad, junto a Manuel Ugarte y Benito Villanueva.
En 1912, elegido en elecciones generales obligatorias y secretas conforme a la Ley Sáenz Peña, se convirtió en el Primer Intendente del Partido de Pilar. En el Álbum en Homenaje al Pueblo de Pilar dice que como legislador “muchos fueron los proyectos presentados por Márquez, tales como: Ley de Ejido, sobre Justicia de Paz, sobre prohibición de la caza de animales útiles a la agricultura y extinción del abrojo.
El 26 de enero de 1919 nacía en el pueblo de Escobar una nueva asociación mutual, denominada Sociedad Cosmopolita de Socorros Mutuos, de la que Tomás Márquez fue cofundador, los propulsores habrían sido dos comerciantes de la localidad, ambos inmigrantes: el italiano Francisco Lauría, periodista que por entonces explotaba un negocio de almacén, (pocos meses después se haría cargo de la dirección del periódico “El Imparcial”) y el español Francisco López, propietario de la primera fabrica de jabón y velas de la localidad. Entre los primeros socios honorarios que designó la Comisión Directiva inicial estaba el senador provincial Tomás Márquez.

### Vida empresaria
En 1909 inicia un juicio de posesión de tierras en los bañados del Río Luján. Mantenía así un largo pleito contra el Estado, que ganó al argumentar que los campos “eran parte de las antiguas suertes de sobras que habían pertenecido a don Manuel de Pinazo, ancestro directo de su esposa” y por la sanción de la Ley Provincial N° 3148 "Venta de los «Bañados de Luján»" :
Art. 2.° - Tendrán derecho preferente a la compra en privado los actuales poseedores a título propio, siempre que comprueben una posesión real y verdadera de la tierra que soliciten.
Estableciendo allí una bodega con capacidad para elaborar 1.500 bordalesas de vino. En la misma región se encontraba el viñedo “Maximita” y la bodega “Sara”, de Márquez; una finca de 1.000 ha. dedicada a ganadería, fruticultura y vitivinicultura; 30 ha de cepa Americana y una modesta bodega constituían la porción dedicada a la agroindustria. Dicha ley sería criticada años más tarde por ser perjudicial para el medio ambiente.
Es considerado el iniciador de la industria vitivinícola en Escobar. Por intermedio de los contactos que poseía en altas esferas del gobierno logró que la empresa ferroviaria dispusiera la instalación de un apeadero en Loma Verde, junto a sus posesiones, con el objetivo de trasladar los productos de su estancia y de otras vecinas. El servicio regular ferroviario entre Buenos Aires y Campana comenzaría a detenerse en una nueva estación, muy cerca del paraje del funcionario.